# Flipnote Studio
Flipnote Studio è stata un'applicazione freeware per Nintendo DSi, realizzata da Nintendo EAD e disponibile gratuitamente su DSiWare.
Distribuita originariamente in Giappone come Moving Notepad (うごくメモ帳?, Ugoku Memochō), Flipnote Studio permetteva agli utenti di creare note, basate, sia su immagini che su parole, aggiungere suoni, e fondere le due caratteristiche, al fine di creare animazioni frame-to-frame nello stile Flipbook (da cui il nome). Nonostante Nintendo all'inizio si riferisse all'applicazione con il nome di Moving Notepad, questa fu annunciata ufficialmente all'E3 2009, come Flipnote Studio. Venne pubblicata in Giappone il 24 dicembre 2008, in Nord America il 12 agosto 2009, ed in Europa e Australia il 14 agosto 2009. Venne anche incluso come programma preinstallato su Nintendo DSi LL/XL e Nintendo DSi con firmware 1.4. Un servizio online, chiamato Flipnote Hatena (うごメモはてな?, Ugomemo Hatena) permetteva inoltre agli utenti di scambiarsi animazioni.
Nel 2011 Shigeru Miyamoto aveva annunciato che una versione per Nintendo 3DS sarebbe stata distribuita con il nome di Flipnote Memo. Il rilascio dell'applicazione, in seguito rinominata Flipnote Studio 3D, era previsto per l'estate del 2013, ma la sua pubblicazione sul Nintendo eShop venne rimandata. Fu resa disponibile in Giappone dal 24 luglio 2013 e in Nord America dal 10 febbraio 2015, mentre per l'Europa nel marzo 2016. Il servizio online di Flipnote Hatena venne ritirato ufficialmente nel 31 maggio 2013. Tuttavia, gli utenti potevano trasferire i flipnote del loro account Hatena al nuovo servizio online di Flipnote Studio 3D, non disponibile in Europa.

## Funzioni

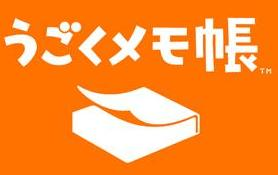
Logo giapponese di Moving Notepad (Flipnote Studio)

Flipnote Studio offriva all'utente tre strumenti principali con il quale disegnare: una matita, un pennello e una gomma, ognuno di essi estremamente personalizzabile. Tramite questi strumenti, l'utente poteva disegnare su frames di diversa durata, chiamati Flipnote. L'applicazione forniva altre funzioni come, divisione in livelli, la possibilità di rimpicciolire o ingrandire del 50%, spostare, copiare, incollare, ecc. Era presente anche l'opzione di importazione di fotografie dalla fotocamera del Nintendo DSi, anche se in monocromo. Si potevano usare fino ad un massimo di 999 pagine, e, proseguendo con l'animazione, l'utente poteva scegliere di registrare con il microfono del DSi, fino a 4 tracce audio, 3 delle quali più piccole e una principale, oppure importando suoni dal Sound Nintendo DSi. Le tracce secondarie potevano essere fuse con quella principale Inoltre, era possibile modificare la velocità di registrazione, da 0.5 a 30 FPS, divise in 8 velocità.